# Breuil-le-Sec
Breuil-le-Sec és un municipi francès, situat al departament de l'Oise i a la regió dels Alts de França. L'any 2007 tenia 2.330 habitants.

## Demografia

### Població
El 2007 la població de fet de Breuil-le-Sec era de 2.330 persones. Hi havia 776 famílies de les quals 180 eren unipersonals (76 homes vivint sols i 104 dones vivint soles), 232 parelles sense fills, 288 parelles amb fills i 76 famílies monoparentals amb fills.
La població ha evolucionat segons el següent gràfic:
Habitants censats

### Habitatges
El 2007 hi havia 824 habitatges, 790 eren l'habitatge principal de la família, 9 eren segones residències i 25 estaven desocupats. 710 eren cases i 70 eren apartaments. Dels 790 habitatges principals, 615 estaven ocupats pels seus propietaris, 162 estaven llogats i ocupats pels llogaters i 13 estaven cedits a títol gratuït; 37 tenien una cambra, 53 en tenien dues, 89 en tenien tres, 217 en tenien quatre i 394 en tenien cinc o més. 610 habitatges disposaven pel capbaix d'una plaça de pàrquing. A 294 habitatges hi havia un automòbil i a 423 n'hi havia dos o més.

### Piràmide de població
La piràmide de població per edats i sexe el 2009 era:
| Homes | Edats   | Dones |
| ----- | ------- | ----- |
| 0     | 95 o +  | 0     |
| 0     | 90 a 94 | 0     |
| 4     | 85 a 89 | 4     |
| 4     | 80 a 84 | 12    |
| 12    | 75 a 79 | 24    |
| 28    | 70 a 74 | 52    |
| 40    | 65 a 69 | 36    |
| 48    | 60 a 64 | 28    |
| 24    | 55 a 59 | 52    |
| 116   | 50 a 54 | 48    |
| 116   | 45 a 49 | 104   |
| 104   | 40 a 44 | 112   |
| 72    | 35 a 39 | 92    |
| 64    | 30 a 34 | 72    |
| 68    | 25 a 29 | 68    |
| 44    | 20 a 24 | 52    |
| 100   | 15 a 19 | 72    |
| 96    | 10 a 14 | 80    |
| 64    | 5 a 9   | 64    |
| 44    | 0 a 4   | 44    |

## Economia
El 2007 la població en edat de treballar era de 1.608 persones, 1.037 eren actives i 571 eren inactives. De les 1.037 persones actives 968 estaven ocupades (526 homes i 442 dones) i 69 estaven aturades (31 homes i 38 dones). De les 571 persones inactives 171 estaven jubilades, 147 estaven estudiant i 253 estaven classificades com a «altres inactius».

### Ingressos
El 2009 a Breuil-le-Sec hi havia 815 unitats fiscals que integraven 2.160,5 persones, la mediana anual d'ingressos fiscals per persona era de 20.935 €.

### Activitats econòmiques
Dels 88 establiments que hi havia el 2007, 2 eren d'empreses alimentàries, 9 d'empreses de fabricació d'altres productes industrials, 16 d'empreses de construcció, 27 d'empreses de comerç i reparació d'automòbils, 4 d'empreses de transport, 1 d'una empresa d'hostatgeria i restauració, 1 d'una empresa financera, 2 d'empreses immobiliàries, 9 d'empreses de serveis, 11 d'entitats de l'administració pública i 6 d'empreses classificades com a «altres activitats de serveis».
Dels 23 establiments de servei als particulars que hi havia el 2009, 1 era una oficina de correu, 3 tallers de reparació d'automòbils i de material agrícola, 1 taller d'inspecció tècnica de vehicles, 4 paletes, 1 guixaire pintor, 1 fusteria, 2 lampisteries, 5 electricistes, 2 empreses de construcció, 2 perruqueries i 1 agència immobiliària.
Dels 6 establiments comercials que hi havia el 2009, 1 era un hipermercat, 1 un supermercat, 1 una botiga de més de 120 m², 2 fleques i 1 una fleca.
L'any 2000 a Breuil-le-Sec hi havia 5 explotacions agrícoles.

## Equipaments sanitaris i escolars
L'únic equipament sanitari que hi havia el 2009 era una farmàcia.
El 2009 hi havia 1 escola maternal i 1 escola elemental.

## Poblacions més properes
El següent diagrama mostra les poblacions més properes.